# Man on the Rocks
Man on the Rocks je dvacáté čtvrté studiové album britského hudebníka Mika Oldfielda. Jeho vydání bylo původně naplánováno na 27. leden 2014, ale později bylo přesunuto na 3. března 2014. Jde o jeho první řadové album od roku 2008, kdy vyšla deska Music of the Spheres. O produkci se spolu s Oldfieldem staral Stephen Lipson.
Album Man on the Rocks vyšlo ve vydavatelství Virgin EMI Records ve třech CD verzích, standardní jednodiskové, rozšířené dvojdiskové (druhé CD obsahuje kompletní album v instrumentální podobě) a v podobě limitovaného trojdiskového box setu (na třetím disku jsou demo nahrávky všech písní z alba a také alternativní mixy skladeb „Sailing“, „Dreaming in the Wind“, „Following the Angels“ a „I Give Myself Away“, součástí balení jsou také upomínkové předměty). Album také vyšlo ve dvou edicích na gramofonové desce, vzhledem ke své délce jako 2LP.

## Seznam skladeb
Všechny skladby napsal(i) Mike Oldfield, pokud není uvedeno jinak. 
| Pořadí         | Název                | Autor            | Délka |
| -------------- | -------------------- | ---------------- | ----- |
| 1.             | Sailing              |                  | 4:44  |
| 2.             | Moonshine            |                  | 5:48  |
| 3.             | Man on the Rocks     |                  | 6:11  |
| 4.             | Castaway             |                  | 6:35  |
| 5.             | Minutes              |                  | 4:50  |
| 6.             | Dreaming in the Wind |                  | 5:28  |
| 7.             | Nuclear              |                  | 5:02  |
| 8.             | Chariots             |                  | 4:43  |
| 9.             | Following the Angels |                  | 7:04  |
| 10.            | Irene                |                  | 3:57  |
| 11.            | I Give Myself Away   | William McDowell | 5:12  |
| Celková délka: | Celková délka:       | Celková délka:   | 59:32 |

## Obsazení
- Mike Oldfield – elektrická kytara, akustická kytara, baskytara, klávesy, vokály
- Luke Spiller – zpěv
- John Robinson – bicí
- Leland Sklar – baskytara
- Matt Rollings – klavír, Hammondovy varhany
- Michael Thompson – elektrická kytara, akustická kytara
- Stephen Lipson – elektrická kytara, akustická kytara
- Davy Spillane – irská píšťala (ve skladbě „Moonshine“)
- Paul Dooley – housle (ve skladbě „Moonshine“)
- Bill Champlain, Alfie Silas Durio, Carmel Echols, Rochelle Gilliard, Judith Hill, Kirsten Joy, Jason Morales, Louis Price, Tiffany Smith – vokály